# جورجينا دي ألبوكيرك
جورجينا دي ألبوكيرك (بالبرتغالية: Georgina de Albuquerque‏) (4 فبراير 1885 - 29 أغسطس 1962) هي رسامة برازيلية. كانت معروفة باهتمامها بالمواضيع الأنثوية. كان زوجها لوسيليو رسامًا مشهورًا أيضا ويرتبط الاثنان بقوة مع بعضهما البعض.

## حياة سابقة

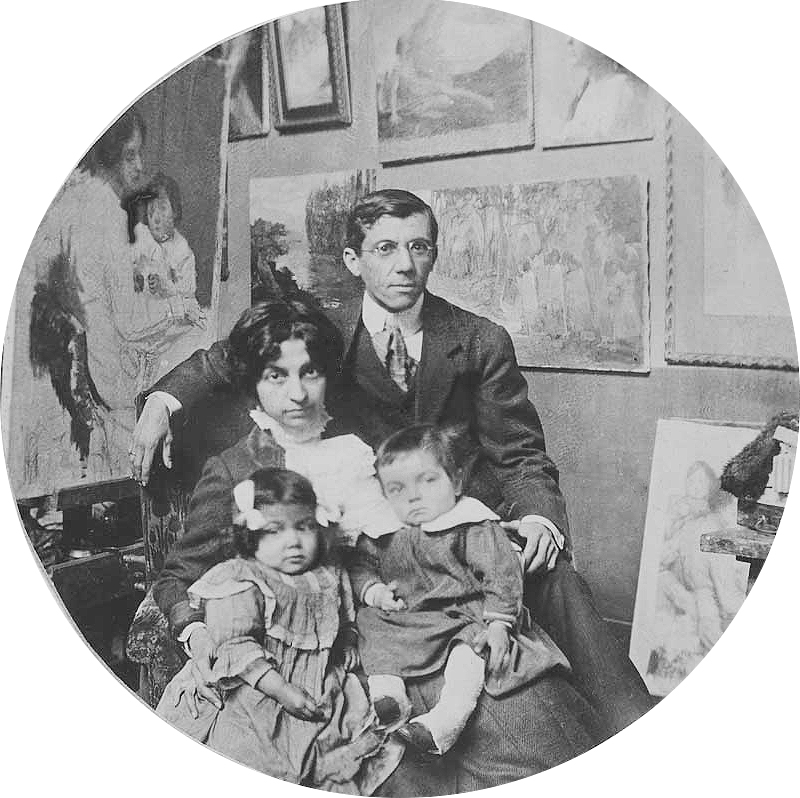
لوسيليوس ألبوكيركي من جورجينا دي ألبوكيركي

ولدت جورجينا  دي ألبوكيرك دي مورا أندرادي في 4 فبراير 1885، في تاوباتيه، ساو باولو. بدأت دراسة التصوير في سن 15 عام 1900 في مسقط رأسها تاوباتيه. علمها في منزلها الرسام الإيطالي روزالينو سانتورو، الذي علمها المبادئ الأساسية للرسم، مثل قوانين المنظور وتقنيات خلط الطلاء.

## تدريب
انتقلت دي ألبوكيرك إلى ريو دي جانيرو في عام 1904 عن عمر يناهز 19 عامًا، حيث التحقت في مدرسة إيسكولا ناسيونال دي بيلاس آرتيس (المدرسة الوطنية للفنون الجميلة)، حيث درست في عهد هنريك بيرنارديلي. انتقلت إلى باريس عام 1906، بعد زواجها من الرسام لوسيليو دي ألبوكير. في باريس حضرت في المدرسة العليا للفنون الجميلة وأكاديمية جوليان، كانت طالبة هنري رويير.

## مهنة
في عام 1911 عادت جورجينا دي ألبوكيرك إلى البرازيل وعرضت أعمالها في ساو باولو . ومنذ ذلك الحين شاركت بانتظام في المعرض العام للفنون الجميلة.
في عام 1927، أصبحت جورجينا دي ألبوكيرك أستاذة في Escola Nacional de Belas Artes في ريو دي جانيرو، حيث درست التصميم الفني. في عام 1935 بدأت تدرس دورة في الفنون الزخرفية في معهد الفنون في جامعة المنطقة الفيدرالية. في عام 1940 أسست متحف لوسيو دي ألبوكيرك في منزلها في حي لارانجيراس. أسست دورة رائدة في الرسم والتصوير للأطفال. بين عامي 1952 و 1954 شغلت منصب المدير في إيسكولا ناسيونال دي بيلاس آرتس .

## الموت
توفيت جورجينا دي ألبوكيركي في 29 أغسطس 1962، في ريو دي جانيرو عن عمر يناهز 77 عامًا.

## صالة عرض

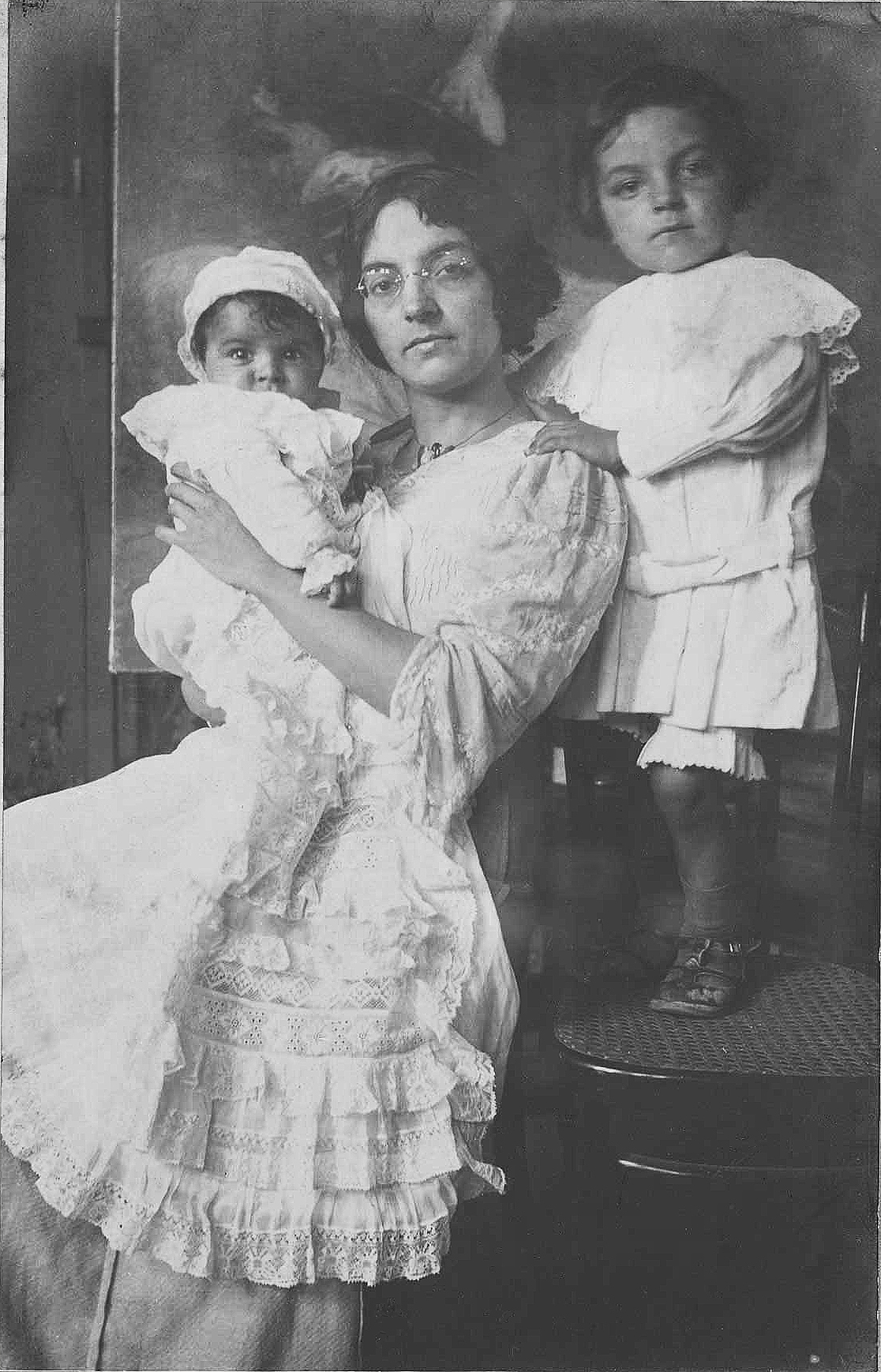
جورجينا دي البوكيرك في عام، صوّره م. نوغيرا دا سيلفا
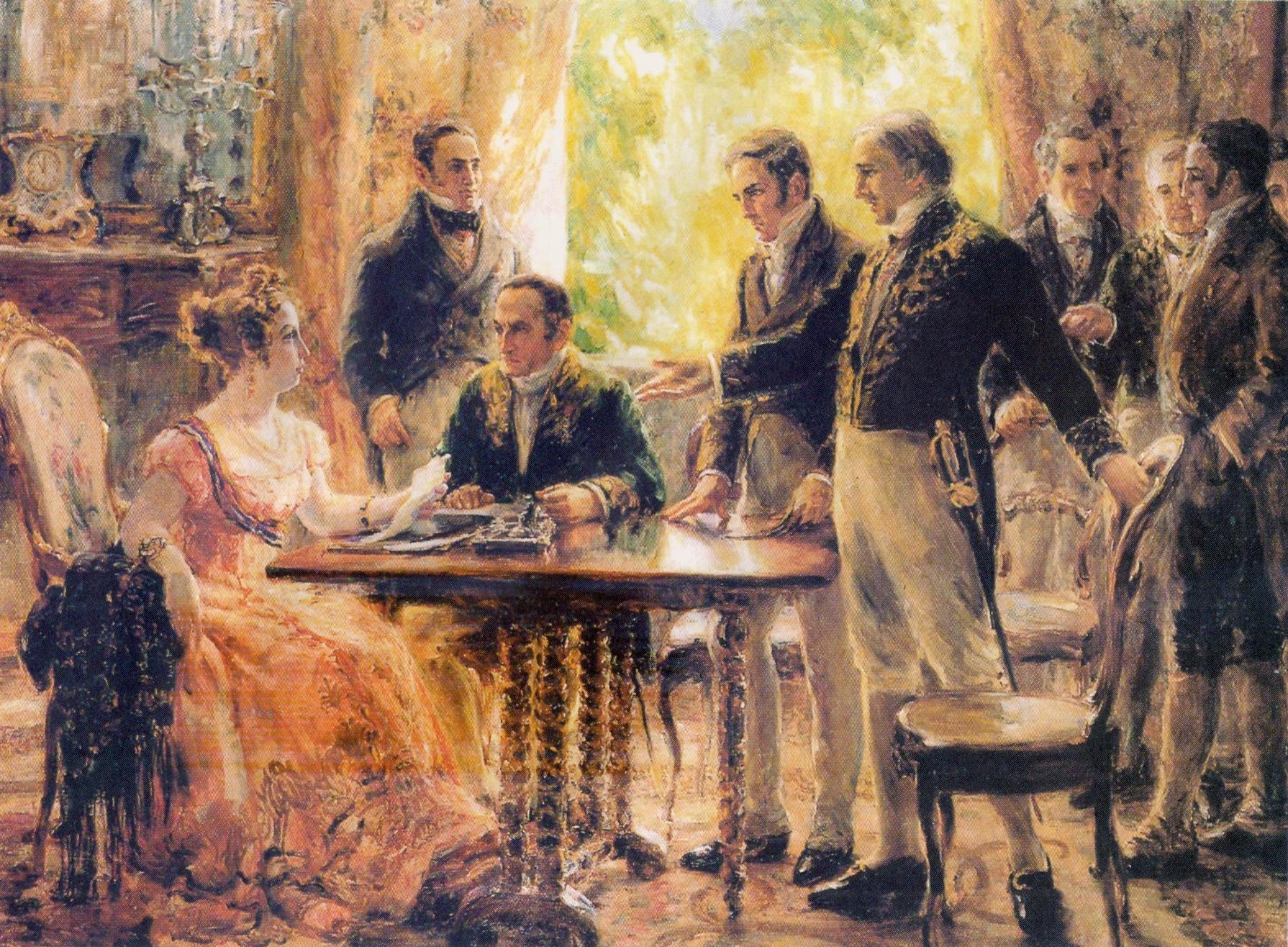
Georgina de Albuquerque، 1922، سيساو دو كونسيلهو دي إستادو، زيت على قماش، المتحف التاريخي الوطني (البرازيل)، ريو دي جانيرو